# Vichai Srivaddhanaprabha
Vichai Srivaddhanaprabha (em tailandês:  วิชัย ศรีวัฒนประภา), anteriormente Vichai Raksriaksorn (em tailandês:  วิชัย รักศรีอักษร), (Bangkok, 3 de abril de 1957 - Leicester, 27 de outubro de 2018), foi um bilionário tailandês, fundador e CEO da King Power Duty Free e dono do clube inglês Leicester City, campeão da Premier League da temporada 2015/2016.
Morreu no dia 27 de outubro de 2018, vítima de uma queda de helicóptero junto ao King Power Stadium, estádio do Leicester.

## Carreira
Foi fundador e CEO da King Power Duty Free, um operador de Duty-free shop. Em dezembro de 2009, King Power recebeu a autorização real do rei da Tailândia em uma cerimônia com a presença de Raksriaksorn. Ele está classificado pela revista  Forbes como nono mais rico.
Vichai comprou o clube inglês Leicester City em agosto de 2010, após um acordo de patrocínio de três anos.